# Лимонка
Лимонката, наричана също бархетна гъба (Tricholoma equestre), е вид отровна базидиева гъба от семейство Есенни гъби (Tricholomataceae).

## Описание
Шапката достига до 10 – 12 cm в диаметър. Първоначално е полукълбовидна или слабо звънчевидна, понякога с малка гърбица, а по-късно става дъговидно извита до плоска. Кожицата при влага е лепкава и слизеста, а при сухи условия или при стари плодни тела е напукана, с дребни люспици, в масленожълт или жълто-кафяв цвят. Пънчето е сравнително дълго, цилиндрично, плътно. На цвят е сярно- или лимоненожълто. Месото е сравнително дебело, бяло, под кожицата на шапката лимоненожълто. Има приятен вкус с характерен мирис на брашно. Гъбата е отровна и консумацията ѝ може да причини некроза на мускулните клетки, тежки увреждания на черния дроб и дори смърт.

## Местообитание
Среща се сравнително често през август – ноември, като расте поединично или на групи, най-вече в иглолистни гори (предимно борови), а също така и под бук, габър и трепетлика.